# Czermin (osada leśna w powiecie kępińskim)
Czermin – osada leśna w Polsce, położona w województwie wielkopolskim, w powiecie kępińskim, w gminie Bralin.
W latach 1975–1998 miejscowość administracyjnie należała do województwa kaliskiego.